# Petyr Baelish
Petyr Baelish (apelido: Mindinho; no original: Littlefinger) é uma personagem fictícia  da série de livros de fantasia A Song of Ice and Fire, do escritor norte-americano George R. R. Martin, e de sua adaptação televisiva Game of Thrones. Ele é introduzido em ambas as mídias como um nobre do continente de Westeros, que serviu como Mestre da Moeda para o rei Robert Baratheon.
Petyr Baelish é o principal articulador e manipulador  responsável pelas grandes intrigas da história e dono de diversos bordéis, que usa para colher informações de seus amigos e inimigos. Seu apelido lhe foi dado por sua baixa estatura e pelas terras de sua família no menor dos Fingers, uma região costeira no Vale de Arryn. Ele aparece pela primeira vez em A Game of Thrones (1996) e nos quatro primeiros livros da série. Na série de televisão ele é interpretado pelo ator irlandês Aidan Gillen.

## Perfil
"Mindinho" é um homem de baixa estatura, delgado e rápido, de características afiadas e olhos cinza-verdes risonhos. Tem uma barba no queixo pontudo, linhas grisalhas no cabelo escuro e usa uma pequena ave prateada  para prender sua capa.  Alguém que claramente gosta das intrigas da vida na corte em Porto Real, é perigosamente inteligente e astuto o suficiente para esconder suas maquinações, cujas motivações são misteriosas. No entanto, seus métodos são cruéis, incluindo mentiras, traição e assassinato para atingir seus objetivos.

## Biografia

### Série literária

#### Antecedentes
Petyr descende de um mercenário de Braavos que serviu à Casa Corbray. Seu pai ficou amigo de Lorde Hoster Tully durante a Guerra dos Reis das Nove Moedas e Tully fez de Petyr seu protegido legal. Ele cresceu no castelo da Casa Tully em Riverrun com as filhas e o filho de Hoster, Catelyn,  Lysa e  Edmure, que foi quem lhe deu o apelido de "Mindinho". Ele era uma criança travessa e astuta, com a capacidade de sempre parecer contrito após se sentir magoado. Começou a se apaixonar por Catelyn e alega que perdeu sua virgindade com ela estando bêbado; na verdade, ele perdeu para Lysa, que era obcecada por ele.
Quando Catelyn foi prometida a Brandon Stark, o irmão mais velho de Ned Stark, Petyr descaradamente o desafiou para um duelo pela mão dela mas perdeu facilmente; sua vida foi poupada  a pedido de Catelyn. Enquanto convalescia das feridas do duelo, ele engravidou Lysa mas a gravidez resultou num aborto e ele foi banido de River run. Mesmo após seu casamento com Jon Arryn, Lysa continuou apaixonada por Petyr. [carece de fontes?]

Brasão de armas da Casa Baelish

Sua influência fez com que ele  fosse nomeado oficial aduaneiro em  Gulltown, uma função em que teve um desempenho excelente. Foi por volta desta época que o pai sem nome de Petyr morreu e passou a Torre Baelish nos Fingers para o filho, fazendo dele um lorde. Jon Arryn, então Mão do Rei de Robert Baratheon, o trouxe para Porto Real no cargo de Guardião da Moeda. Quando Arryn tenta entregar o filho Robert, que teve com Lysa, para ser criado por Stannis Baratheon em Pedra do Dragão, Baelish convence Lysa a dar veneno ao marido e a dizer à irmã Catelyn que a Casa Lannister foi a responsável pelo assassinato. Este subterfúgio desencadeia os principais eventos da série.[carece de fontes?]

#### A Game of Thrones
Baelish esconde Catelyn Stark em um de seus bordéis quando ela traz a notícia da tentativa de assassinato de seu filho Bran. Ele diz que a adaga usada para o crime foi dada por ele a Tyrion Lannister. Isto faz com que ela prenda Tyrion, mas depois se sabe que a informação era mentira. Ele ajuda Ned Stark a expor o parentesco secreto das crianças reais, mas aconselha-o a encorajar a ascensão de Joffrey Baratheon ao poder, a fim de consolidar os seus próprios. Ned insiste em que o rei deva ser Stannis Baratheon e pede a ajuda de "Mindinho" para conseguir o apoio da guarda da cidade quando ele confrontar os Lannister mas é traído por ele e preso.

#### A Clash of Kings
Após a morte de Renly Baratheon, Petyr articula uma aliança entre os Lannisters e a poderosa Casa Tyrell, que leva à derrota de Stannis em sua batalha pelo Trono de Ferro. Quando o rei Joffrey é convencido a casar com a viúva de Renly, Margaery Tyrell, Baelish é nomeado Lorde de Harrenhal e Lorde Guardião do Tridente no lugar de  Edmure Tully.

#### A Storm of Swords

Brasão pessoal de Petyr Baelish

Baelish é ordenado a se casar com Lysa Arryn e trazer o Vale para o controle dos Lannisters;  antes de partir ele revela a Cersei Lannister o plano de Olenna Tyrell, a matriarca dos Tyrell, de casar Sansa Stark com seu neto Loras Tyrell, o que leva os Lannister  a providenciarem  um casamento forçado entre Sansa e Tyrion, o irmão Tanão mais novo de Cersei. Quando o rei Joffrey é envenenado em seu banquete de casamento e Sansa é uma das acusadas, injustamente, pelo crime, ele a tira secretamente de Porto Real e a leva para os Fingers disfarçada de sua filha bastarda. Durante a viagem, ""Mindinho" revela que conspirou secretamente com Olenna Tyrell para envenenar o rei e culpar Tyrion pelo crime. Lysa chega à residência de Petyr e os dois se casam imediatamente pela insistência dela, apesar dele ter preferido uma cerimônia na corte. Após o casamento, ele e Sansa viajam para o Ninho da Águia, onde ele passa a maior parte do tempo afirmando sua autoridade sobre os nobres do vale. Num momento em que está a sós com Sansa, ele nota sua semelhança com a mãe Catelyn, a quem Baelish sempre amou, e lhe dá um beijo. Testemunhando isto de longe, Lysa tenta em seguida matar Sansa por ciúmes; Petyr corre pra ela, diz que sempre amou a irmã dela, Catelyn, e a empurra pelo buraco do castelo na montanha para o abismo. Depois culpa a única outra testemunha do crime, o menestrel Marillion.

#### A Feast for Crows
Petyr se autonomeia Lord Protetor do Vale e faz do filho de Lysa, Robert, seu protegido. Os lordes exigem que Robert seja entregue a seus cuidados mas ele suborna Lyn Corbray para convencê-los a deixar Robert sob sua tutela. Mais tarde, Petyr confessa a Sansa seu plano de eliminar os lordes ou conquistá-los para seu lado e de levá-la ao Norte. Ele também diz que está arranjando um casamento entre ela e o primo de Robert Arryn e herdeiro do Vale Harrold Hardyng, e que com a morte de Robert ele irá revelar a todos quem Sansa é e usar os Cavaleiros do Vale para reconquistar o Norte.

### Série de televisão

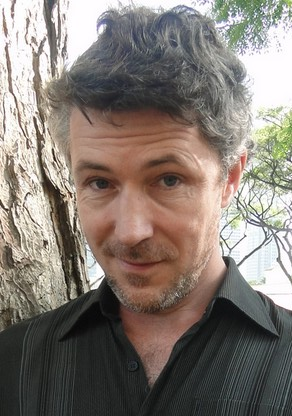
Aidan Gillan interpretou Lorde Petyr Baelish da primeira à sétima temporada

#### 1ª e 2ª temporada
O enredo de Baelish permanece o mesmo que nos livros das primeiras temporadas da série de televisão, com apenas pequenos detalhes alterados.  Em temporadas posteriores, no entanto, sua história é significativamente diferente.

#### 3ª temporada (2013)
Tendo se tornado Lorde de Harrenhal, "Mindinho" planeja viajar até o Ninho de Águia para fazer uma proposta de casamento à Lysa Arryn, levando Sansa Stark com ele. Uma de suas prostitutas, Ron, descobre seu plano e avisa Varys, que arranja com Olenna Tyrell para fazer um casamento de Sansa com Loras Tyrell, seu neto. O espião de Petyr, Olyvar, que posa de escudeiro e amante de Loras, que é homossexual, conta a ele do plano e Baelish informa Tywin Lannister, que arranja um casamento de Sansa com seu filho, Tyrion. Descobrindo que Ros  o traiu, "Mindinho" a entrega para o rei Joffrey, para que ele a mate por diversão.

#### 4ª temporada (2014)
Após a morte de Lysa, Baelish é interrogado por vários lordes do Vale. Ele continua a afirmar que ela se suicidou e Sansa confirma esta versão. Ele decide levar Robin Arryn numa viagem por seu domínios e Sansa o acompanha.

#### 5ª temporada (2015)
Baelish faz uma aliança por casamento entre Sansa e Ramsay Bolton,  o sádico filho do novo Protetor do Norte Roose Bolton. Apesar de Baelish assegurar a Roose que o casamento irá fortalecer a posição de ambas as famílias, em particular ele diz a Sansa que Stannis Baratheon está marchando para Winterfell e provavelmente derrotará os Bolton na batalha. Porém, antes do casamento, Cersei Lannister convoca  Baelish a Porto Real para confirmar sua lealdade. Ele a reassegura da aliança entre o Vale e a Casa Lannister e conta do casamento entre Sansa e Ramsay, escondendo que foi ele que fez este arranjo nupcial. Cersei fica revoltada e Baelish oferece usar as forças do Vale para derrotar o que sobrar da batalha entre os Bolton e Baratheon, revelando que seu plano sempre foi ser nomeado Protetor do Norte, um pedido que Cersei concede. Antes de partir, Baelish se encontra com Olenna Tyrell, que está furiosa com o testemunho de Olyvar, que levou seu netos Loras e Margaery à prisão. Quando Olenna ameaça revelar o papel de "Mindinho" no envenenamento do rei Joffrey, ele faz com que Lancel Lannister, o primo-amante de Cersei, conte ao Alto Pardal sobre os crimes de adultério dela, o que leva à sua prisão.

#### 6ª temporada (2016)
Baelish se reúne com Robin Arryn em Runestone e diz que Sansa foi sequestrada pelos Bolton e o convence a enviar as forças do Vale para defendê-la. Depois ele se encontra com Sansa em Mole's Town, insistindo de que não sabia da crueldade de Ramsay. Ele oferece o apoio dos Cavaleiros do Vale para retomar Winterfell e diz que o tio-avô dela,  Brynden "Blackfish" Tully, cercou a fortaleza dos  Frey, em Riverrun; ela rejeita a oferta e diz que nunca mais quer vê-lo. Porém, depois que Sansa e Jon Snow não conseguem tropas suficientes para se igualar aos exércitos de Bolton, ela envia um corvo com uma mensagem a Baelish pedindo ajuda. Baelish lidera seus homens até Winterfell e ele chega a tempo de destruir as forças de Bolton antes que elas possam acabar de derrotar as forças de Jon. Depois da batalha, "Mindinho" revela a Sansa que sua grande ambição é conquistar o Trono de Ferro com ela a seu lado, mas ela rechaça suas investidas. Baelish está presente quando os soldados do Norte e os soldados do Vale declaram Jon como Rei do Norte, mas em vez de se unir aos aplausos e gritos, ele apenas olha fixamente para Sansa.

#### 7ª temporada (2017)
No Grande Salão de Winterfell, Baelish acompanha a reunião de Jon Snow com os lordes do Norte, onde ele fala da necessária união de homens, mulheres e crianças, contra os Caminhantes Brancos na guerra que virá pela sobrevivência de todos. No balcão do castelo, ele tenta se aproximar de Sansa dizendo que só quer sua felicidade e segurança mas é cortado pela chegada de Brienne de Tarth, que a adverte para as intenções maliciosas de Petyr. Enquanto Jon silenciosamente presta homenagem a seu pai Ned Stark em frente a estátua dele na cripta de Winterfell, "Mindinho" aparece subitamente das sombras e jura a Jon que não é seu inimigo, apenas ama Sansa como um dia amou a mãe dela, Catelyn Stark. Jon o pega pela garganta e jura que se ele tocar na irmã, ele o matará pessoalmente. Quando Jon parte para o sul e deixa Sansa como sua regente no Norte, ele elogia a capacidade dela de dar ordens e administrar Winterfell. Ele presenteia Bran, que retornou a Winterfell, com a mesma adaga que um dia quiseram matá-lo, depois de ser empurrado da torre, e diz que não sabe a quem pertenceu e que foi esta pergunta que deu início à Guerra dos Cinco Reis.
Mindinho assiste a reunião de Sansa com os lordes, em que eles lhe pedem para que assuma definitivamente o controle do Norte, insatisfeitos com o que consideram um abandono de Jon, o que ela recusa. Depois recebe uma mensagem secreta e a esconde em seu quarto se sabendo observado por Arya Stark, que continua a ter uma relação conflituosa com a irmã. Escondido, ele vê que Arya caiu em sua armadilha e entrou no quarto para ler a mensagem que ele escondeu, uma antiga mensagem escrita por Sansa para o irmão Robb Stark. Depois de confrontada por Arya sobre a mensagem, Sansa procura Baelish para discutir o caso, mas ele faz o advogado do diabo, dizendo que não sabe como Arya a conseguiu mas que ela nada fará contra a irmã. Em Winterfell, Baelish continua a manipular Sansa e numa conversa entre os dois induz que Arya teria interesse em matá-la para se tornar a nova Lady de Winterfell. Sansa pede para que tragam sua irmã ao Grande Salão, para uma reunião fornal com aspecto de julgamento, onde está ao lado de Bran e cercada por nobres e soldados do Norte, além de Mindinho. Em princípio, a reunião parece ser para que Arya confesse alguns atos, tais como  assassinato e traição. Entretanto, na hora de culpar Arya, Sansa aponta para o Lorde Baelish, afirmando que o mesmo a traiu e tentou colocar sua irmã contra ela, também apontando outros crimes praticados por ele anteriormente, como a traição ao pai delas, Ned Stark, e ter colocado a mãe Catelyn contra a tia Lysa, inclusive matando a tia, o que ele tenta fazer novamente entre Arya e Sansa. Sem poder fugir das acusações e sem auxílio de nenhum dos lordes presentes, Baelish se ajoelha pedindo perdão dizendo amá-la, mas é golpeado na garganta por Arya, com a sua mesma adaga usada para tentar Bran anos antes, e morre ouvindo Sansa dizer que aprendeu a não confiar nas pessoas graças a ele.